# Lago Claire (Alberta)
O lago Claire é um lago localizado inteiramente em Alberta, Canadá, dentro do Parque Nacional Wood Buffalo, a oeste do lago Athabasca. Situa-se entre o rio Peace e o rio Athabasca, e faz parte do sistema do Delta Peace-Athabasca.
O lago tem uma área total de 1436 km2, incluindo 21 km2 de ilhas no lago, e fica a uma altitude de 213 m.
O lago é alimentado pelo rio Birch e pelo rio McIvor. Este conjunto dão origem também ao lago Barrel e ao lago Mamawi. O fluxo das águas deste lago segue para o rio Peace, cujas bacias drenam para o oceano Ártico através do Rio do Escravo, do Grande Lago do Escravo e o rio Mackenzie.